# Keystone XO-15
Keystone XO-15 là một dự án về một loại máy bay thám sát của Hoa Kỳ, do Keystone Aircraft Corporation thực hiện, dự định trang bị cho Quân đoàn Không quân Lục quân Hoa Kỳ.

## Tính năng kỹ chiến thuật (XO-15)
Dữ liệu lấy từ Aerofiles.org: Keystone
Đặc điểm tổng quát
- Kíp lái: 2
- Chiều dài: 27 ft 1 in ( m)
- Sải cánh: 37 ft 3 in ( m)
- Trọng lượng có tải: 2520 lb ( kg)
- Động cơ: 1 × Wright R-790, 225 hp ( kW)

Hiệu suất bay